# Жан Чарлс Леонард де Сисмонди
Жан Чарлс Леонард де Сисмонди (такође познат и као Жан Чарлс Леонард Симон де Сисмонди) рођен је у Женеви у Швајцарској 9. маја 1773. године, а умро је у Швајцарској 25. јуна 1842. године. Право име му је било Симонде. Био је историчар познат по радовима о Француској и Италијанској историји и бавио се темама политичке економије. Његово дело ''Нови принципи политичке економије'' из 1819. представља прву либералну критику ”лесе фер'' политике. Први је употребљавао реч ''пролетаријат” да опише радничку класу која је настала под утицајем капитализма.

## Младост и животне прилике
До своје шеснаесте године радио је као службеник у банци у Лиону. Да би се сачували последица француске револуције, он и његова породица беже у Енглеску. Током ових година интензивних финансијских и политичких превирања, Сисмонди је стално радио на састављању огромне количине материјала прикупљеног у свескама под насловом „Истраживање о уставима слободних народа". Док је био у Енглеској, био је марљив студент енглеске уставне и економске праксе и, накратко, заговорник ''лесе фер'' политике Адама Смитa. Сисмонди, населивши породицу на фарму у Италији од 1795. до 1800. године радио је дању као пољопривредник, а ноћу је наставио своја научна истраживања. Сада свестан периодичне незапослености и градске беде коју су донеле прва и друга генерација индустријске револуције у Енглеској, Сисмонди је усмерио своју пажњу на то како владе, по могућности уставне монархије, могу одржати политичке и економске слободе.
- Сисмонди је живео и у Паризу од 1813., подржавајући Наполеона Бонапарту
- 1826. изабран је за члана – страног држављанина Краљевске шведске академије наука

## Економске идеје
Сисмонди се залагао за владино регулисање економске конкуренције и за равнотежу између производње и потрошње, односно државну интервенцију Залагао се за ограничавање принципа ”лезе фер”. Залагао се за владино регулисање економске конкуренције и за равнотежу између производње и потрошње. Према Сисмондијевим речима у његовом делу ”Политичка економија” каже ”Влада је успостављена у корист свих људи; стога би требало да влада има све људе стално у виду. А што се тиче грађанске политике, требало би пружити сваком грађанину  слободу, врлине и знање, тако би требало и у погледу политичке економије влада требада да се посвети чувању националног богатства. Апстрактно узевши у обзир,врх владе се не акумулира богатство у држави... Влада има за задатак да побољша услове за рад, да повећа количину среће на земљи, а не да се умножавају бића која живе под њеним законима, брже него што им се може умножити срећа. “
Такође сматра да је циљ владавине, или требало би да буде, срећа људи, уједињених у друштво. Влада треба да тражи средства којима може да обезбеђује највећи степен среће, а истовремено допуштајући највећи могући број појединаца да учествује у тој срећи. Човек, према Сисмондију доживљава моралну и физичку жељу стога се његова срећа одражава на његово морално и физичко стање. Циљ политике треба бити обезбеђивање те среће, као и слободе, образовања и наде за све класе у оквиру једне земље.
Сисмонди је био страствени противник злоупотребе људског ресурса у производњи. У свом делу ”Нови принципи политичке економије” говори о основним правима сваког радника. ”Производи људског рада применљиви на прави начин су корисни ради побољшања живота, као и навике човека: сиромах би, у замену за свој труд, требало да добије његов удео у тим производима; и овај удео би требало да омогући храну, смештај и одећу, довољну за очување здравља. Цивилизација је у човеку развила љубав према друштву; сиромах, који ради, има право на део друштвених задовољстава; он има право на та опуштања и уживања. Примена науке у уметности, и проналазак машина са сталним повећањем снаге, су унедоглед увећали резултате запошљавања. Цивилизација је развила култивацију и моћ ума; подигла је интелигенцију човека; поставила и усмерила ка путу стицања вишег моралног стања. Сензибилитет се такође развија са цивилизацијом; тиме се повећава значај и чари домаћег живота; сиромах такође има право да има свој удео у срећним везама и има право на породицу; он има право, као и жена и његова деца да не пате и да зарађују довољно за себе...”
Сисмонди је дефинисао неколико кључних варијабли за употребу у моделу затворене економије. Његове променљиве и њихови савремени еквиваленти приказани су у доњој табели:
| Сисмондијеви симболи | Дефиниција | Модерни симболи |
| -------------------- | --- | --------------- |
| P                    | укупна годишња производња текућег периода                                                                                         | Yt              |
| N                    | неопходна цена понуде рада у претходном периоду                                                                                   | wt-1            |
| X                    | разлика између претходне неопходне плате и оне напредне током текуће године, разлика која може бити нула, позитивна или негативна | Wt - WI         |
| D                    | укупни расходи класа незапослених током текућег периода                                                                           | (Ct + It)-wt    |